# 孙晓 (曲棍球运动员)
孙晓（1992年6月13日—）女子曲棍球運動員，中華人民共和國江苏无锡人，亦為中国国家女子曲棍球队成員。

## 簡歷
2016年，孙晓代表中国出戰巴西里约热内卢舉行的奥林匹克运动会女子曲棍球比賽。中国队最終排名小组第五位，无缘八强。